# ハロー!ふくおか県
『ハロー!ふくおか県』（ハロー!ふくおかけん）は、TVQ九州放送で2015年4月から放送を開始した福岡県の行政広報番組である。

## 概要
福岡県は、行財政改革の一環として2013年度にテレビの広報番組を抜本的に見直し。その際RKB毎日放送とTVQが枠を失い、引き換えに九州朝日放送と福岡放送が枠を得た。また、県がインターネットサイトでの情報発信を強化する目的で著作権関係者を整理。新たに始めた3番組は全て唯一枠を維持できたテレビ西日本の子会社・ビデオステーション・キュー (VSQ) が一括して制作し、各テレビ局は放送するだけとなった。
このため2015年度に再び見直しが行われ、放送権が前回枠を失った2社へと移ることとなった。この番組は福岡放送『ふくおか新発見』を引き継ぐ番組として設定され、“外国人の視点から福岡県の諸々をPRしてもらう”というコンセプトは変えないものの、リポーターを福岡県内の大学に留学している外国人から、福岡県内に長く住んで働いている外国人に切り替えた。キャスティングにあたっては、ラブエフエム国際放送の番組制作などを受託している芸能事務所・シナプスが協力している。また制作方式は前番組同様、テレビ局子会社の番組制作会社が一括制作して各媒体に提供する方式が採られ、この2年間についてはRKB毎日放送子会社のRKB映画社が担当する。
企画
福岡県（担当：総務部県民情報広報課）
制作
RKB映画社
ナレーション
LUE(シナプス)
放送日時と媒体
TVQ九州放送：土曜 20:54 - 21:00

## 放送リスト
当月の放送予定は、県庁のサイトで紹介される。
| 2015年度上半期 | 2015年度上半期 | 2015年度上半期              | 2015年度上半期 | 2015年度上半期                                                      |
| 回             | 放送日         | サブタイトル                | 取材地         | リポーター                                                          |
| -------------- | -------------- | --------------------------- | -------------- | ------------------------------------------------------------------- |
| 01             | 2015年04月04日 | ハロー!魅力いっぱいの福岡県 |                | ボビー・ジュード（ アメリカ合衆国） · コストル・ミラ（ ウクライナ） |